# Haddingtonshire (circonscription du Parlement d'Écosse)
Avant les Actes d'Union de 1707, les barons de la constabulary de Haddington (également appelé East Lothian) élisaient des commissaires pour les représenter au Parlement monocaméral d'Écosse et à la Convention des États. Le nombre de commissaires est passé de deux à quatre en 1690.
Après 1708, le Haddingtonshire a envoyé un membre à la Chambre des communes de Grande-Bretagne et plus tard à la Chambre des communes du Royaume-Uni.

## Liste des commissaires du comté
- 1593 Parlement et convention: — Hepburn, laird de Waughton[1]
- 1594 Parlement et convention: — Hepburn, laird de Waughton[1]
- 1598 convention: — Hepburn, laird de Waughton[1]
- 1599 convention: — Hepburn, laird de Waughton[1]
- 1605: Sir Archibald Douglas de Whittingehame[2],[3]
- 1605: William Douglas de Whittingehame[3],[4]
- 1605 Parlement et convention: — Hepburn, laird de Waughton[1]
- 1607: Sir Archibald Douglas de Whittingehame[2],[3]
- 1608: Sir Archibald Douglas de Whittingehame[2],[3]
- 1609 convention: — Hepburn, laird de Waughton[1]
- 1612: Sir James Douglas de Spott[5]
- 1612: Sir Alexander Hamilton de Innerwick[6]
- 1617 Parlement et convention: Sir John Home de North Berwick[7]
- 1617 Parlement et convention: Sir William Seton[8]
- 1621: Sir Robert Hepburn[1]
- 1622: John Hamilton de Preston[9]
- 1625 convention: Archibald Acheson de Gosford[10],[11]
- 1625 convention: Sir John Seton[12]
- 1628–1633: John Hamilton de Preston[9]
- 1628–1633: Sir Patrick Murray de Elibank[13]
- 1630 convention: Sir Robert Richardson de Pencaitland[14]
- 1639–1641: Sir John Hamilton de Preston[9]
- 1639–1641: Sir Patrick Hepburn de Waughton[1]
- 1640–1641: Sir Patrick Murray de Elibank[13]
- 1643–1644 convention: Sir Adam Hepburn de Humbie[1]
- 1643–1644 convention: Sir Patrick Hepburn de Waughton[1]
- 1644–1645: Sir John St Clair de Hermistoun[15]
- 1644–1647: — Cockburn, laird de Clerkington (probablement fils de Sir Richard Cockburn de Clerkington)[16]
- 1644–1647: Sir William Scott de Clerkingtoun[17]
- 1645–1647: Sir John Hamilton de Biel[18]
- 1648: Sir Adam Hepburn de Humbie[1]
- 1648: Sir William Scott de Clerkingtoun[17]
- 1648–1649: John Cockburn de Ormiston[19]
- 1649–1651: Robert Hepburn de Keith[20]
- 1650: John Hepburn de Waughton[1]
- 1650: Sir Alexander Hope de Grantoun[21]
- 1650–1651: Sir Adam Hepburn de Humbie[1]
- 1661–1663: Sir Thomas Hamilton de Preston[22]
- 1661–1663: Sir Peter Wedderburn de Gosford[23]
- 1665 convention: Sir Thomas Hamilton de Preston[22]
- 1665 convention: Sir Peter Wedderburn de Gosford[23]
- 1667 convention: Sir Thomas Hamilton de Preston[22]
- 1667 convention: Sir Peter Wedderburn de Gosford[23]
- 1669–1674: Sir James Hay de Linplum[24],[25]
- 1669–1674: Sir Peter Wedderburn de Gosford[23]
- 1669–1674: John Hay, sheriff-depute[26]
- 1678 convention: Adam Cockburn de Ormiston[16]
- 1678 convention: James Fletcher de Salton[27]
- 1681–1682: Adam Cockburn de Ormiston[16]
- 1681–1682: Andrew Fletcher de Saltoun[28]
- 1685–1686: Sir John Lauder de Fountainhall[29],[30]
- 1685–1686: John Wedderburn de Gosford[23]
- 1689 convention: Adam Cockburn de Ormiston[16]
- 1689 convention: Sir Robert Sinclair ed Stevenston[31]
- 1689–1692: Adam Cockburn de Ormiston (libéré sur nomination comme Lord Justice Clerk, 28 novembre 1692)[16]
- 1689–1702: Sir Robert Sinclair de Stevenston[31]
- 1690–1702: Sir John Lauder de Fountainhall[29],[30]
- 1690–1702: William Morison de Prestongrange[32]
- 1693–1702: William Hepburn de Beinstoun[20]
- 1702–1707: Andrew Fletcher de Saltoun[28]
- 1702–1707: John Cockburn, le jeune de Ormiston[33]
- 1702–1707: Sir John Lauder de Fountainhall[29],[30]
- 1702–1707: William Nisbet de Dirleton[34]

En février 1707, Cockburn et Nisbet furent élus par les autres commissaires du comté pour servir parmi les Représentants écossais au premier Parlement de Grande-Bretagne.